# Philipp Kristfeld
Johann Philipp Kristfeld (auch: Christfeld) (* 1796 in Frankenthal (Pfalz); † 6. Januar 1874 in München) war ein königlich bayerischer Porzellanmaler.

## Wirken
Philipp Kristfeld war der Sohn von Konrad Kristfeld (1754–1829). Seine erste Ausbildung absolvierte er in jungen Jahren in der Porzellanfabrik seiner Heimatstadt, wo sein Vater als Arkanist angestellt war. Zusammen mit seinem Vater ging er nach München, wo er ab November 1811 an der Königl. Akademie der Bildenden Künste seine akademische Ausbildung im Fach Historienmalerei erhielt und von 1812 bis 1848 an der Porzellanmanufaktur Nymphenburg wirkte. Dort spezialisierte er sich auf Porzellanmalerei und fertigte mehrere Platten- und Tellergemälde, in seiner späteren Schaffenszeit auch Faksimiles bekannter Galeriestücke anderer Künstler.
Kristfeld starb 1874 in München im Alter von 78 Jahren an Cholera. Er wurde im Familiengrab auf dem heutigen Alten Münchner Südfriedhof beigesetzt.
Einige seiner Werke finden sich im Bestand der Neuen Pinakothek.